# نورسيرين أكغون
نورسيرين أكغون (بالتركية: Nurceren Akgün) مواليد 20 يونيو 1992 في أنطاليا، هي لاعبة كرة يد تركية. تلعب في الدوري التركي لكرة اليد للسيدات. مثلت منتخب تركيا لكرة اليد للسيدات.